# Dicranomyia brevispina
Dicranomyia brevispina là một loài ruồi trong họ Limoniidae. Chúng phân bố ở miền Cổ bắc.